# James Baker
James Addison Baker III (født 28. april 1930 i Houston, Texas, USA) er en amerikansk republikansk politiker. Han var finansminister under Ronald Reagan fra 1985 til 1988, og udenrigsminister fra 1989 til 1992 under George H.W. Bush. Han er også kendt som grundlæggeren af James Baker Institute.
Baker tog en Bachelor-grad ved Princeton University i 1952, før han gik ind i United States Marine Corps, hvor han gjorde tjeneste som løjtnant i to år. Efter militærtjenesten studerede Baker jura ved University of Texas, og blev færdig i 1957.
Baker gik ind i politikken i 1970'erne, og var blandt andet undersekretær for handel i regeringen Ford. Efter at have ledet Bushs valgkamp i 1980 fik Baker stillingen som stabschef i Det Hvide Hus da Ronald Reagan blev valgt til præsident med Bush som sin vicepræsident. Han havde denne stillingen fra 1981 til 1985, da han blev finansminister. 
Efter nok en gang at have ledet Bushs valgkamp blev Baker udenrigsminister efter valgsejren. Han blev i positionen frem til 1992, og fik blandt andet Presidential Medal of Freedom for tjenesten. Fra 1992 til 1993 var Baker igen stabschef i Det Hvide Hus.